# Macrophya punctumalbum
Macrophya punctumalbum är en stekelart som först beskrevs av Carl von Linné 1767.  Macrophya punctumalbum ingår i släktet Macrophya, och familjen bladsteklar. Arten är reproducerande i Sverige.